# Sager Meer
Das Sager Meer ist ein See im Landkreis Oldenburg in Niedersachsen, der aus zwei Teilen besteht. Es liegt in der Ortschaft Bissel in der Gemeinde Großenkneten.
Mit dem Sager Meer sind zwei Seen gemeint: das Große Sager Meer und das Kleine Sager Meer (52° 58′ 8,2″ N, 8° 7′ 55,9″ O).
Das Große Sager Meer ist circa 16 ha groß. Mit einer Wassertiefe von 25 m zuzüglich einer Faulschlammschicht von 8 m ist es der zweit tiefste See in Niedersachsen nach dem Juessee in Herzberg am Harz. Das Kleine Sager Meer ist circa 3 ha groß. Unter den Gewässern verläuft ein unterirdischer Salzstock. Daher ist das Sager Meer wie das weitaus größere Zwischenahner Meer vermutlich ein Erdfallsee.
Das Sager Meer sowie die umliegenden moorigen Gebiete liegen im Naturschutzgebiet Sager Meere, Kleiner Sand und Heumoor. Das Naturschutzgebiet bildet einen Teil des Fauna-Flora-Habitat-Gebiets 012 („Sager Meer, Ahlhorner Fischteiche, Lethetal“) der Europäischen Union.
Seit 1951 wird das Gebiet vom Mellumrat betreut.